# Junior Eurovision Song Contest 2019

Deltagande länder.
Länder som har tävlat förut men inte deltar 2019.

Junior Eurovision Song Contest 2019 (polska: Konkurs Piosenki Eurowizji dla Dzieci 2019) var den sjuttonde upplagan av musiktävlingen Junior Eurovision Song Contest, som anordnades den 24 november i Gliwice i Polen. 19 länder medverkade. 
Tävlingen vanns av Wiktoria Gabor, som tävlade för Polen, och hennes låt "Superhero". Detta var första gången ett värdland vann tävlingen och ett land vann två år i rad. Andra och tredje plats gick till Kazakstan och Spanien, respektive. 

## Arrangemanget

### Värdlandet
Den 10 december kom det fram att Polen ska få hålla i värdskapet efter att Roksana Węgiel hade tagit hem landets första seger med sin låt Anyone I Want to Be. EBU har på senare år haft som praxis att ge det vinnande landet förtur att tacka ja eller nej till att hålla i följande års tävling. Utöver Polen hade även Armenien och Kazakstan visat intresse för värdskapet.

### Plats
Efter att Polen hade tackat ja till att anordna tävlingen till följd av landets vinst i föregående upplaga meddelade TVP att de städer som var intresserade av att hålla i tävlingen fick lägga anbud på värdskapet, som senare skulle bedömas av TV-bolaget. Bland angivna möjliga kandidater återfanns Gdańsk och Kraków. Under en presskonferens den 6 mars stod det klart att Gliwice i vojvodskapet Schlesien hade tilldelats värdskapet. Under samma presskonferens avslöjades även tävlingens datum, 24 november.
Öppningsceremonin ägde rum i Schlesiska teatern i Katowice, Schlesiens residensstad. Journalisterna och programledarna Agata Konarska och Mateusz Szymkowiak höll i ceremonin.

### Programledare
Den 22 augusti avslöjades det att föregående års vinnare Roksana Węgiel, sångerskan Ida Nowakowska och TV-personligheten Aleksander Sikora skulle leda tävlingen.

## Format

### Grafisk design
Under en presskonferens den 13 maj i samband med Eurovision Song Contest i Tel Aviv, Israel offentliggjordes tävlingens logotyp och slogan. Share the Joy (Dela glädjen) lyder sloganen, och logotypen består av en drake i ljusa färger som symboliserar frihet, ljus och delade goda stunder. Det kreativa konceptet beskrevs representera hur samarbete gör oss bättre, starkare och kan frambringa lycka och glädje när vi firar de vackra sakerna i livet.

## Deltagande länder
Den 18 juli stod den officiella deltagarlistan klar. 19 länder deltog, vilket var en minskning från föregående års 20. Azerbajdzjan och Israel drog sig ur medan Spanien återkom efter ett 13 års uppehåll. Föregående års debutanter Kazakstan och Wales var fortsatt med och Nordmakedonien tävlade för första gången med sitt nya namn.

### Övriga länder
- Azerbajdzjan – Den 1 juli meddelade İTV att landet drar sig ur årets tävling av okänd anledning.[11]
- Bulgarien – Den 11 september 2018 meddelade BNT att landet inte tänker återvända till tävlingen.[12] Bulgarien deltog senast 2016.
- Cypern – Den 10 juni meddelade CyBC att landet inte tänker återvända till tävlingen.[13] Cypern deltog senast 2017.
- Grekland – Den 24 juni meddelade ERT att landet inte tänker återvända till tävlingen.[14] Grekland deltog senast 2008.
- Israel – Den 13 juni meddelade KAN att landet drar sig ur årets tävling av okänd anledning. Tävlingen kommer ändå att sändas i TV.[15]
- Kroatien – Den 9 juni meddelade HRT att landet inte tänker återvända till tävlingen av ekonomiska skäl.[16] Kroatien deltog senast 2014.
- Lettland – Den 19 juni meddelade LTV att landet inte tänker återvända till tävlingen då man väljer att prioritera Eurovision Song Contest och Eurovision Choir.[17] Lettland deltog senast 2011.
- Moldavien – Den 31 maj meddelade TRM att landet inte tänker återvända till tävlingen.[18] Moldavien deltog senast 2013.
- Montenegro – Den 2 juni meddelade RTCG att landet inte tänker återvända till tävlingen av ekonomiska skäl.[19] Montenegro deltog senast 2015.
- Skottland – Den 30 juni meddelade BBC Alba att man inte tänker debutera i årets tävling, men att möjligheten att delta i nästa års tävling undersöks. Skottland kommer i år att göra Eurovisionsdebut i Eurovision Choir i Göteborg och ta lärdom av det, för att eventuellt senare debutera i Junior Eurovision.[20]
- Slovakien – Den 10 juni meddelade RTVS att landet inte tänker debutera i tävlingen i år. Detta efter att rykten om en debut har florerat.[21]
- Slovenien – Den 9 juni meddelade RTVSLO att landet inte tänker återvända till tävlingen då kostnaden för att delta var för hög i förhållande till sändningstiden.[22] Slovenien deltog senast 2015.

## Resultat
Startordningen sattes under öppningsceremonin den 18 november. Vilka länder som skulle gå ut först respektive sist lottades, medan övriga länders startnummer sattes av tävlingsproducenterna. Av tradition lottades även värdlandet, i år Polen, till ett specifikt startnummer.
| Nr | Land           | Artist                                 | Bidrag                               | Språk                  | Översättning           | Plac. | Poäng |
| -- | -------------- | -------------------------------------- | ------------------------------------ | ---------------------- | ---------------------- | ----- | ----- |
| 1  | Australien     | Jordan Anthony                         | We Will Rise                         | Engelska               | Vi kommer att resa oss | 8     | 121   |
| 2  | Frankrike      | Carla                                  | Bim bam toi                          | Franska                | Bim bam du             | 5     | 169   |
| 3  | Ryssland       | Tatiana Mezjentseva & Oorzjak Denberel | A Time for Us (Время для нас)        | Ryska, engelska        | En tid för oss         | 13    | 72    |
| 4  | Nordmakedonien | Mila Morskov                           | Fire                                 | Makedonska             | Eld                    | 6     | 150   |
| 5  | Spanien        | Melani García                          | Marte                                | Spanska                | Mars                   | 3     | 212   |
| 6  | Georgien       | Giorgi Rostiasjvili                    | We Need Love (გვინდა, გვიყვარდეს)    | Georgiska, engelska    | Vi behöver kärlek      | 14    | 69    |
| 7  | Vitryssland    | Liza Misnikova                         | Pepelnyj (Пепельный)                 | Ryska, engelska        | Askgrå                 | 11    | 92    |
| 8  | Malta          | Eliana Gomez Blanco                    | We Are More                          | Engelska, maltesiska   | Vi är fler             | 19    | 29    |
| 9  | Wales          | Erin Mai                               | Calon yn curo                        | Kymriska               | Hjärtslag              | 18    | 35    |
| 10 | Kazakstan      | Jerzjan Maksim                         | Armanyngnan qalma (Арманыңнан қалма) | Kazakiska, engelska    | Lugnet i din röst      | 2     | 227   |
| 11 | Polen          | Wiktoria Gabor                         | Superhero                            | Polska, engelska       | Superhjälte            | 1     | 278   |
| 12 | Irland         | Anna Kearney                           | Banshee                              | Iriska                 |                        | 12    | 73    |
| 13 | Ukraina        | Sofia Ivanko                           | The Spirit of Music (Коли здається)  | Ukrainska, engelska    | Musikens ande          | 15    | 59    |
| 14 | Nederländerna  | Matheu                                 | Dans met jou                         | Nederländska, engelska | Dansa med dig          | 4     | 186   |
| 15 | Armenien       | Karina Ignatian                        | Colours of Your Dream                | Armeniska, engelska    | Din dröms färger       | 9     | 115   |
| 16 | Portugal       | Joana Almeida                          | Vem comigo (Come with Me)            | Portugisiska, engelska | Kom med mig            | 16    | 43    |
| 17 | Italien        | Marta Viola                            | La voce della Terra                  | Italienska, engelska   | Jordens röst           | 7     | 129   |
| 18 | Albanien       | Isea Çili                              | Mikja ime fëmijëria                  | Albanska               | Min barndomsvän        | 17    | 36    |
| 19 | Serbien        | Darija Vračević                        | Podigni glas (Подигни глас)          | Serbiska, engelska     | Höj din röst           | 10    | 109   |

## Poängtabell
Varje lands jurygrupp läste sina poäng först, följt av poängen från onlineröstningen i storleksordning, ungefär som i Melodifestivalen.
| Splittrat resultat | Splittrat resultat | Splittrat resultat | Splittrat resultat | Splittrat resultat |
| Plac.              | Juryröster         | Poäng              | Onlineröster       | Poäng              |
| ------------------ | ------------------ | ------------------ | ------------------ | ------------------ |
| 1                  | Kazakstan          | 148                | Polen              | 166                |
| 2                  | Polen              | 112                | Spanien            | 104                |
| 3                  | Spanien            | 108                | Frankrike          | 84                 |
| 4                  | Nederländerna      | 105                | Nederländerna      | 81                 |
| 5                  | Nordmakedonien     | 100                | Kazakstan          | 79                 |
| 6                  | Frankrike          | 85                 | Italien            | 64                 |
| 7                  | Australien         | 82                 | Serbien            | 63                 |
| 8                  | Armenien           | 70                 | Ryssland           | 57                 |
| 9                  | Italien            | 65                 | Nordmakedonien     | 50                 |
| 10                 | Serbien            | 46                 | Vitryssland        | 48                 |
| 11                 | Vitryssland        | 44                 | Armenien           | 45                 |
| 12                 | Irland             | 39                 | Portugal           | 43                 |
| 13                 | Georgien           | 37                 | Australien         | 39                 |
| 14                 | Ukraina            | 28                 | Irland             | 34                 |
| 15                 | Ryssland           | 15                 | Georgien           | 32                 |
| 16                 | Wales              | 9                  | Ukraina            | 31                 |
| 17                 | Albanien           | 7                  | Albanien           | 29                 |
| 18                 | Malta              | 2                  | Malta              | 27                 |
| 19                 | Portugal           | 0                  | Wales              | 26                 |

|   |                | Resultat   |           |          |                |         |          |         |       |       |           |       |        |         |               |          |          |         |          |         |    |    |
| Σ | Onlineröstning | Australien | Frankrike | Ryssland | Nordmakedonien | Spanien | Georgien | Belarus | Malta | Wales | Kazakstan | Polen | Irland | Ukraina | Nederländerna | Armenien | Portugal | Italien | Albanien | Serbien |    |    |
| D | Australien     | 121        | 39        |          |                | 12      |          | 1       | 8     | 4     | 8         |       | 8      | 10      | 1             | 10       | 6        | 5       |          | 2       |    | 7  |
| D | Frankrike      | 169        | 84        | 10       |                |         | 1        | 5       |       | 6     | 6         | 10    | 2      | 1       | 5             |          | 10       | 1       | 7        | 8       | 5  | 8  |
| D | Ryssland       | 72         | 57        |          |                |         |          |         |       |       |           |       | 3      |         |               |          |          | 10      | 2        |         |    |    |
| D | Nordmakedonien | 150        | 50        | 4        | 1              | 7       |          | 2       | 10    | 5     | 12        | 2     |        | 7       | 10            | 7        | 7        | 3       | 10       | 4       | 7  | 2  |
| D | Spanien        | 212        | 104       | 1        | 8              |         | 10       |         |       | 7     | 4         | 7     | 7      | 8       | 8             | 6        | 5        |         | 8        | 12      | 12 | 5  |
| D | Georgien       | 69         | 32        | 5        |                |         |          | 3       |       |       | 1         | 8     |        | 5       |               |          |          | 8       |          |         | 3  | 4  |
| D | Vitryssland    | 92         | 48        | 6        | 3              |         |          | 6       |       |       | 3         |       |        | 2       | 7             |          | 1        | 6       |          | 10      |    |    |
| D | Malta          | 29         | 27        |          |                |         |          |         |       |       |           | 1     |        |         |               |          |          |         |          |         |    | 1  |
| D | Wales          | 35         | 26        |          |                |         |          |         | 3     |       |           |       |        |         |               |          |          |         |          | 6       |    |    |
| D | Kazakstan      | 227        | 79        | 7        | 2              | 8       | 5        | 8       | 12    | 12    | 7         | 12    |        | 12      | 2             | 12       | 12       | 4       | 6        | 7       | 8  | 12 |
| D | Polen          | 278        | 166       |          | 10             | 1       | 7        | 12      | 4     | 10    | 10        | 6     | 12     |         | 4             | 8        | 8        |         | 5        | 3       | 2  | 10 |
| D | Irland         | 73         | 34        |          | 4              | 6       | 2        | 3       |       |       |           | 5     | 10     |         |               | 3        | 2        |         | 3        | 1       |    |    |
| D | Ukraina        | 59         | 31        | 3        |                |         |          |         |       | 8     |           |       | 6      |         |               |          |          | 7       |          |         | 1  | 3  |
| D | Nederländerna  | 186        | 81        | 12       | 12             | 4       | 4        | 10      | 5     |       | 5         |       |        | 6       | 6             | 2        |          | 12      | 12       | 5       | 10 |    |
| D | Armenien       | 115        | 45        | 8        | 5              | 10      | 6        | 7       | 7     | 3     | 2         |       | 5      | 3       |               | 4        |          |         | 4        |         | 6  |    |
| D | Portugal       | 43         | 43        |          |                |         |          |         |       |       |           |       |        |         |               |          |          |         |          |         |    |    |
| D | Italien        | 129        | 64        | 2        | 7              | 2       | 8        |         | 6     | 2     |           | 3     | 1      | 4       | 12            | 5        | 4        | 2       | 1        |         |    | 6  |
| D | Albanien       | 36         | 29        |          |                | 5       |          |         | 2     |       |           |       |        |         |               |          |          |         |          |         |    |    |
| D | Serbien        | 109        | 63        |          | 6              | 3       | 12       | 4       | 1     | 1     |           | 4     | 4      |         | 3             | 1        | 3        |         |          |         | 4  |    |

## Kommentatorer och röstavlämnare

### Kommentatorer

#### Deltagande länder
- Frankrike – Stéphane Bern och Sandy Héribert[25] (France 2)
- Georgien – Demetre Ergelidze och Tamar Edilasjvili[26] (GPB)
- Italien – Mario Acampa[27] (RAI Gulp)
- Nederländerna – Buddy Vedder[28] (AVROTROS)
- Polen – Artur Orzech[29] (TVP1, TVP Polonia, TVP ABC)
- Portugal – Nuno Galopim[30] (RTP)
- Ryssland – Vadim Tekmenev och Lera Kudrjavtseva[31] (NTV, Karusel)
- Spanien – Tony Aguilar och Julia Varela[32] (La 1, TVE Internacional)
- Vitryssland – Jevgenij Perlin[33] (BTRC)
- Wales – Trystan Ellis-Morris[34] (S4C)

#### Icke deltagande länder
- Litauen – Artur Orzech[35] (TVP Wilno)
- Storbritannien – Ewan Spence[36] (Fun Kids)

### Röstavlämnare
- Albanien – Efi Gjika[37] (förra årets representant)
- Armenien – Erik Antonjan[38]
- Georgien – Anastasia Garsevanisjvili[39] (trea i georgiska uttagningen Ranina)
- Italien – Maria Iside Fiore[40] (2017 års representant)
- Polen – Marianna Józefina Piątkowska[41]
- Ryssland – Chrjusja[42] (rysk barnprogramskaraktär)
- Serbien – Bojana Radovanović[43] (förra årets representant)
- Spanien – Violeta Leal[32] (bakgrundssångerska till Melani García)
- Ukraina – Darina Krasnovetska[44] (förra årets representant)